# George B. McClellan
George Brinton McClellan (3. prosince 1826, Filadelfie – 29. října 1885, City of Orange) byl americký generál, demokratický kandidát na prezidenta Spojených států amerických a guvernér New Jersey.
V mládí byl jako jeden z nejmladších kadetů v historii přijat na vojenskou akademii West Point, kterou absolvoval jako druhý nejlepší ze třídy. Své první zkušenosti z opravdové války nabyl v mexicko-americké válce. (1846–1848) V dobách míru pracoval jako inženýr na konstrukci železnic.
Po vypuknutí americké občanské války (1861–1865) sloužil Unii. Začal jako velitel milic státu Ohio a vedl její úspěšnou kampaň v Západní Virginii. Díky jeho úspěchům byl oslavován za hrdinu Unie a byl povolán do Washingtonu, kde sehrál velkou roli ve výcviku a organizaci armády Potomac. Později byl dokonce na nějakou dobu jmenován do pozice general-in-chief namísto stárnoucího Winfielda Scotta. Jeho největším problémem ve velení armády byla však jeho zbytečná extrémní opatrnost způsobená tím, že často i několikanásobně přeceňoval síly Konfederace stojící proti jeho jednotkám. Kvůli neposlušnosti a sporům s Abrahamem Lincolnem byl však z funkce odvolán a ponechán pouze ve velení armády Potomac.
McClellan velel největší ofenzivě Unie v Peninsula kampani, kde se mu zpočátku proti generálovi Josephovi E. Johnstonovi relativně dařilo. Potom byl však Johnston zraněn a do velení jmenován Robert E. Lee. Ten postupně svou ofenzivou v Seven Days Battles a bitvami u Bull Run proměnil tuto Unijní kampaň na neúspěšnou.
Po Peninsula kampani byl McClellan i po sporech s Abrahamem Lincolnem povolán zpět do velení, aby postavil opevnění Washingtonu a připravil vojska k obraně před obávaným vpádem Konfederačních sil. Tyto obavy byly naplněny, když konfederační generál Robert E. Lee zahájil kampaň v Marylandu. Lee se tady rozhodl k riskantnímu kroku, svou armádu rozdělit, protože spoléhal na McClellanovu pomalost a nízkou morálku jeho sil. McClellan však zaútočil rychle. Bitva o South Mountain připravila Konfederaci o dosavadní iniciativu a krvavá bitva o Antietam ukončila celou Leeovu kampaň.
Po těchto dvou kampaních se McClellan intenzivně věnoval psaní vyčerpávající zprávy, kde ospravedlňoval svůj předchozí postup. Poté, co psaní této zprávy dokončil, oznámil svou kandidaturu na prezidenta Spojených států za demokraty. Od demokratů obdržel nominaci a v prezidentských volbách (1864) neuspěl proti republikánovi Lincolnovi, který post obhajoval. V roce 1878 se stal 24. guvernérem státu New Jersey. (1878–1881)

## Životopis
George Brinton McClellan se narodil 3. prosince 1826 ve Philadelphii, jako syn významného chirurga, Dr. George McClellana, zakladatele Jefferson Medical College. Rodina jeho otce byla skotského původu. Jeho matkou byla Elizabeth Sophia Steinmetz Brinton McClellan (1800–1889), dcera přední pensylvánské rodiny, žena známá pro svou „značnou milost a kultivovanost“. Pár měl pět dětí: dcery: Frederica, Mary; syny: John, George a Arthur. McClellan byl vnukem generála revoluční války Samuela McClellana.
V roce 1840 začal McClellan studovat právo na Pensylvánské univerzitě (bylo mu 12 let). Po dvou letech se však zaměřil na vojenství. S pomocí dopisu jeho otce prezidentovi John Tylerovi byl mladý George přijat na Vojenskou akademii Spojených států v roce 1842, přičemž se akademie vzdala svého obvyklého minimálního věku 16 let.
Ve West Pointu byl energickým a ambiciózním kadetem, který se hluboce zajímal o učení Dennise Hart Mahana a teoretické strategické principy Antoine-Henri Jomini. Jeho nejbližší přátelé na akademii byli aristokratičtí jižané jako James Stuart, Dabney Maury, Cadmus Wilcox a AP Hill. Tato přátelství pomohla McClellanovi lépe pochopit jižanské myšlení a politické a vojenské důsledky těchto dílčích rozdílů ve Spojených státech, které vedly k občanské válce. West Point absolvoval ve věku 19 let v roce 1846. Byl druhý nejlepší ve své třídě 59 kadetů, za Charlesem Seaforth Stewartem údajně kvůli špatným dovednostem v kreslení. Byl pověřen jako brevet druhý poručík ve sboru americké armády: Corps of Engineers.

### Mexicko–americká válka 1846–1848
McClellan rychle obdržel rozkazy k plavbě za mexickou válku. V říjnu 1846 dorazil k ústí Rio Grande, dobře připraven k akci s dvouhlavňovou brokovnicí, dvěma pistolemi, šavlí, malým mečem a Bowieho nožem. Stěžoval si, že přišel příliš pozdě na to, aby se v září zúčastnil amerického vítězství v Monterrey. Během dočasného příměří, ve kterém síly gen. Zacharyho Taylora čekaly na akci, McClellan dostal úplavici a malárii, která ho držela v nemocnici téměř měsíc. Malárii dostal znovu i v pozdějších letech; nazýval to jeho „mexickou nemocí“. Během války sloužil jako inženýrský důstojník, často se ocitl pod nepřátelskou palbou, a byl povýšen na brevet nadporučíka za svou službu v bitvách u Contreras  a u Churubusco . Později byl povýšen na kapitána za jeho službu v bitvě u Chapultepec . Prováděl průzkumné mise pro Maj. Gen. Winfielda Scotta, jež byl blízký přítel McClellanova otce.
McClellanovy zkušenosti z války formovaly jeho následující vojenský a politický život. Naučil se, že útoky ze strany (používané Scottem v Cerro Gordo) jsou často efektivnější nežli přímé čelní útoky a také hodnotu obléhacích operací (Veracruz). Během invaze byl svědkem Scottova úspěšného snažení v rovnováhu mezi jeho politickými a vojenskými záležitostmi a jeho dobrými vztahy s civilním obyvatelstvem. Po svých vojácích vyžadoval přísnou disciplínu, aby minimalizoval škody na majetku. McClellan si také začal pohrdat dobrovolnými vojáky, důstojníky, a zejména politiky, kteří se nestarali o disciplínu a výcvik.

## Občanská válka

### Ohio a strategie
Na začátku války, když se Unie začala mobilizovat, byl McClellan, díky jeho znalostem „velké válečné vědy“ a jeho zkušenostem se železnicemi, velmi žádán. Guvernéři tří největších států Unie; Ohia, Pensylvánie a New Yorku, aktivně usilovali, aby McClellan velel milicím právě jejich státu. Guvernér Ohia William Dennison byl z nich nejvytrvalejší, tak se McClellan stal hlavním generálem dobrovolníků a převzal velení nad milicemi státu Ohio (23. dubna 1861). Na rozdíl od jiných důstojníků Unie, kteří pocházeli z abolicionistických rodin, byl McClellan proti federálnímu zasahování do otroctví. Nemohl však přijmout to, že se Konfederace od Unie odtrhla.
3. května 1861 vstoupil McClellan opět do federální služby jako velitel Department Ohio, které bylo odpovědné za obranu států Ohio, Indiana, Illinois a později západní Pensylvánie, západní Virginie a Missouri. 14. května byl pověřen hlavním generálem v řádné armádě. Ve věku 34 let se tedy stal druhým mužem armády Unie, za generálporučíkem Winfieldem Scottem. McClellanovo rychlé povýšení se stalo částečně díky jeho známostí s Salmonem P. Chaseem, ministrem financí a bývalým guvernérem a senátorem Ohia.
McClellan zakládal výcvikové tábory, zpracovával tisíce mužů, kteří se jako dobrovolníci chtěli přidat k bojům, a také přemýšlel o vojenské strategii Unie. 27. dubna napsal dopis Gen. Scottovi, ve kterém představil svůj první návrh strategie války. Obsahoval dvě alternativy, z nichž v každé by měl McClellan roli velitele. V první by použil 80 000 mužů k invazi do Virginie údolím řeky Kanawha směrem k Richmondu. V druhé by použil stejně mužů k tomu, aby vpadl na jih přes řeku Ohio do Kentucky a Tennessee. Scott oba plány odmítl jako logisticky nemožné. I přesto však McClellana pochválil a vyjádřil svou „velkou důvěru v jeho inteligenci, horlivost, vědu a energii“. Scott odpověděl, že 80 000 mužů by bylo lépe použito na říční výpravě k řece Mississippi a rozdělit tak Konfederaci vedví. Poznamenal, že tato akce by měla být doprovázena silnou Unijní blokádou v konfederačních přístavech. Tento plán, který by vyžadoval značnou trpělivost veřejnosti, byl v novinách vysmíván jako plán Anaconda, ale nakonec se ukázal být nástinem úspěšné války. Vztahy mezi těmito dvěma generály se během léta a podzimu staly ještě napjatějšími.

### Západní Virginie
McClellanova první vojenské operace měla za úkol obsadit oblast západní Virginie, která chtěla zůstat v Unii. Následně se tato oblast stala státem Západní Virginie. 26. května obdržel zprávy, že kritické mosty na Baltimore a Ohio Railroad byly v této části státu spáleny. Jak rychle realizoval plány na invazi do oblasti, spustil svou první vážnou politickou kontroverzi tím, že vydal prohlášení pro tamní občany, že jeho síly nemají v úmyslu zasahovat do osobního vlastnictví — včetně otroků. „Nehledě na vše, co řekli zrádci, abyste vás přiměli uvěřit, že náš příchod k vám bude signalizován zásahem do vašeho vlastnictví otroků, pochopte prosím jednu věc jasně – nejenže se zdržíme takového narušení poměrů, ale naopak železnou rukou, rozdrtíme všechny pokusy o povstání z jejich strany.“ Rychle si však uvědomil, že překročil hranice a dopisem se omluvil prezidentu Lincolnovi. Spory nebyly v tom, že jeho proklamace byla v té době diametrálně protichůdná s politikou vlády, ale že byl tak odvážně překročil svou přísně vojenskou roli.
Jeho jednotky se rapidně přesunuly do oblasti přes Grafton a zvítězily v bitvě u Philippi, prvního pozemního konfliktu války. Jeho první osobní velení v bitvě bylo u Rich Mountain, kterou také vyhrál. Jeho podřízený velitel William S. Rosecrans hořce stěžoval, že jeho útok nebyl posílen, jak mu McClellan původně přislíbil. Nicméně tato dvě menší vítězství postavila McClellana do statusu národního hrdiny. New York Herald o něm vydal článek, který pojmenoval: "Gen. McClellan, Napoleon současné války. “ 

### Budování armády

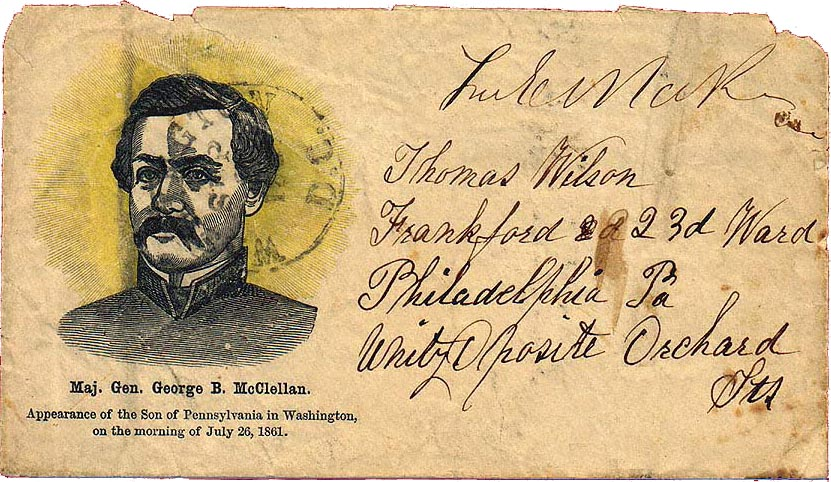
Vlastenecká obálka ctící příchod Maj. Gen. George B. McClellan do Washingtonu, DC, 26. července 1861

Po porážce unijních sil na Bull Run 21. července 1861 povolal Lincoln McClellana ze západní Virginie. Cestoval zvláštním vlakem hlavní trati v Pensylvánii z Wheelingu přes Pittsburgh, Philadelphii a Baltimore do Washingtonu a byl přivítán nadšenými davy, které se už po jeho cestě setkaly s jeho vlakem.
Po tom co se McClellan 26. července dostal do hlavního města, byl jmenován velitelem vojenské divize Potomacu, hlavní síly Unie odpovědné za obranu Washingtonu. 20. srpna bylo několik vojenských jednotek ve Virginii sloučeno do jeho divize ze které potom okamžitě vytvořil armádu Potomac, kde byl prvním velitelem.

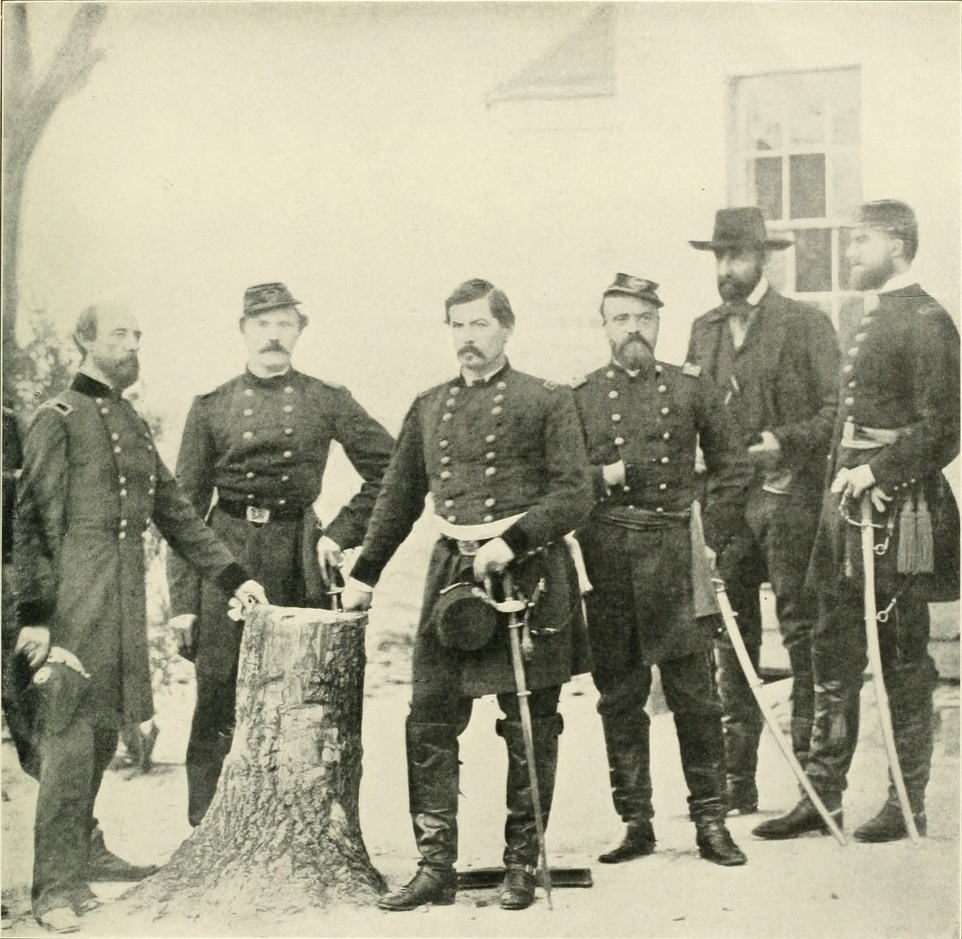
Generál George B. McClellan se zaměstnanci a hodnostáři (zleva doprava): Gen. George W. Morell, Lt. Col. AV Colburn, Gen. McClellan, Lt. Col. N.B. Sweitzer, Prince de Joinville (syn francouzského krále Louise Phillippe), a na pravé straně – princův synovec, Prince Philippe

Během léta a podzimu přinesl McClellan do své nové armády vysoký stupeň organizace a výrazně zlepšil její morálku častými cestami, aby přezkoumal a povzbudil své jednotky. Byl to pozoruhodný úspěch, ve kterém zosobnil armádu Potomac a sklidil obdiv svých mužů. Vytvořil téměř nedobytnou obranu pro Washington, která se skládala z 48 pevností a silných bodů, se 480 kusy artilerie obsluhovanými 7200 muži. Armáda Potomac vyrostla z počtu 50 000 mužů v červenci na 168 000 v listopadu a stala se tak největší vojenskou silou v dosavadních dějinách Spojených států. Nevyhl se však častým hádkám s vládou a generálem Scottem, ve věcech strategie. McClellan odmítl Scottův plán Anaconda, favorizoval místo toho velkou bitvu v napoleonském stylu. Navrhl, aby jeho armáda byla rozšířena na 273 000 mužů a 600 zbraní a „rozdrtila povstalce v jedné kampani“. Preferoval válku, která by co nejmenší dopad na civilní obyvatelstvo a nevyžadovala žádnou emancipaci otroků.
McClellanova antipatie k emancipaci otroků si ve vládě vysloužila ze strany radikálních republikánů hořkou kritiku. V jeho pohledu bylo otroctví instituce uznaná v ústavě (Lincoln také zastával toto veřejné stanovisko až do srpna 1862). McClellanovy spisy po válce byly pro mnoho obyvatel Severu typické: „Přiznávám předsudky ve prospěch své vlastní rasy a nedokážu se naučit, aby se mi líbíla vůně koz nebo černochů.“  V listopadu 1861 však napsal své ženě: „Budu-li úspěšný, vynutím zlepšení podmínek pro ty ubohé černochy.“ Později napsal, že kdyby bylo na něm zařídit podmínky míru, trval by na postupné emancipaci, hájící práva jak otroků, tak pánů, jako součást jakéhokoli urovnání. Vůči radikálním republikánům se však opozicí netajil. Své ženě řekl: „Nebudu bojovat za abolicionisty.“ To ho postavilo do opozice s úředníky státní správy, kteří věřili, že se pokouší implementovat politiku opoziční strany.
Okamžitým problémem s McClellanovou válečnou strategií bylo to, že byl přesvědčen, že Konfederace je na něj připravena zaútočit ohromnými čísly. 8. srpna vyhlásil v hlavním městě stav nouze na základě toho, že se domníval, že síly Konfederace čítají více než 100 000 vojáků (na rozdíl od 35 000, které skutečně rozmístili v Bull Run o několik týdnů dříve). 19. srpna na své frontě odhadl dokonce 150 000 rebelů. McClellanovy následné kampaně byly silně ovlivněny odhady nepřátelských detektiva Allana Pinkertona, ale v srpnu 1861 byly tyto odhady McClellanovy zcela vlastní. Výsledkem byla extrémní úroveň opatrnosti, která se dotkla iniciativy McClellanovy armády a rovněž zděsila vládu. Historik a životopisec Stephen W. Sears poznamenal, že McClellanovy akce by byly „v zásadě zdravé“ pro velitele, který by byl vysoce přečíslen nepřátelskými silami, jak si McClellan myslel, že je, ale ve skutečnosti jen zřídka neměl méně než výhodu dvě ku jedné oproti armádám, které mu oponovaly v 1861 a 1862. Například na podzim se konfederační síly pohybovaly od 35 000 do 60 000 mužů, zatímco armáda Potomac v září čítala 122 000 mužů; na začátku prosince 170 000; do konce roku 192 000. Rebelové se však vrátili v prosinci 1861; podle oficiálním záznamu, S. 4: Vol. 1, shromáždili rebelové ve Virginii agregát přítomný a nepřítomný o síle 133 876 mužů. Tím se McClellanovy odhady více přiblížily skutečnosti.
Spor se Scottem se stával stále více osobním. Scott (stejně jako mnozí jiní) byl pobouřen tím, že McClellan odmítl prozradit jakékoli podrobnosti o jeho strategickém plánování nebo dokonce takové základní informace, jaké jsou síly a dispozice jeho jednotek. McClellan tvrdil, že ve správě nemůže nikomu důvěřovat, aby své plány udržel v tajnosti před tiskem, a tedy i před nepřítelem. 10. srpna, v průběhu neshody o obranných silách na řece Potomac, napsal McClellan své manželce: „Gen. Scott je velká překážka – nebezpečí si buďto záměrně neuvědomuje a je zrádcem, nebo je nekompetentní. Musím si proti němu probojovat vlastní cestu.“  Scott byl mladým generálem tak rozčarovaný, že nabídl jeho rezignaci prezidentovi Lincolnovi, který to zpočátku přijmout odmítl. Kapitolem se šířily zvěsti, že by McClellan mohl rezignovat nebo vyvolat vojenský převrat, pokud by Scott nebyl odstraněn. Lincolnův kabinet se 18. října sešel a souhlasil s tím, že přijme Scottovu rezignaci pro „zdravotní důvody“.
Následně vytvořená armáda Potomac disponovala vysokou morálkou a byla velmi hrdá na svého generála, někteří dokonce odkazovali na McClellana jako na záchranu Washingtonu. Nejméně dvakrát zabránil kolapsu morálky v armádě, a to po první a druhé bitvě u Bull Run. Mnoho historiků tvrdí, že byl v tomto ohledu talentovaný.

### General-in-chief

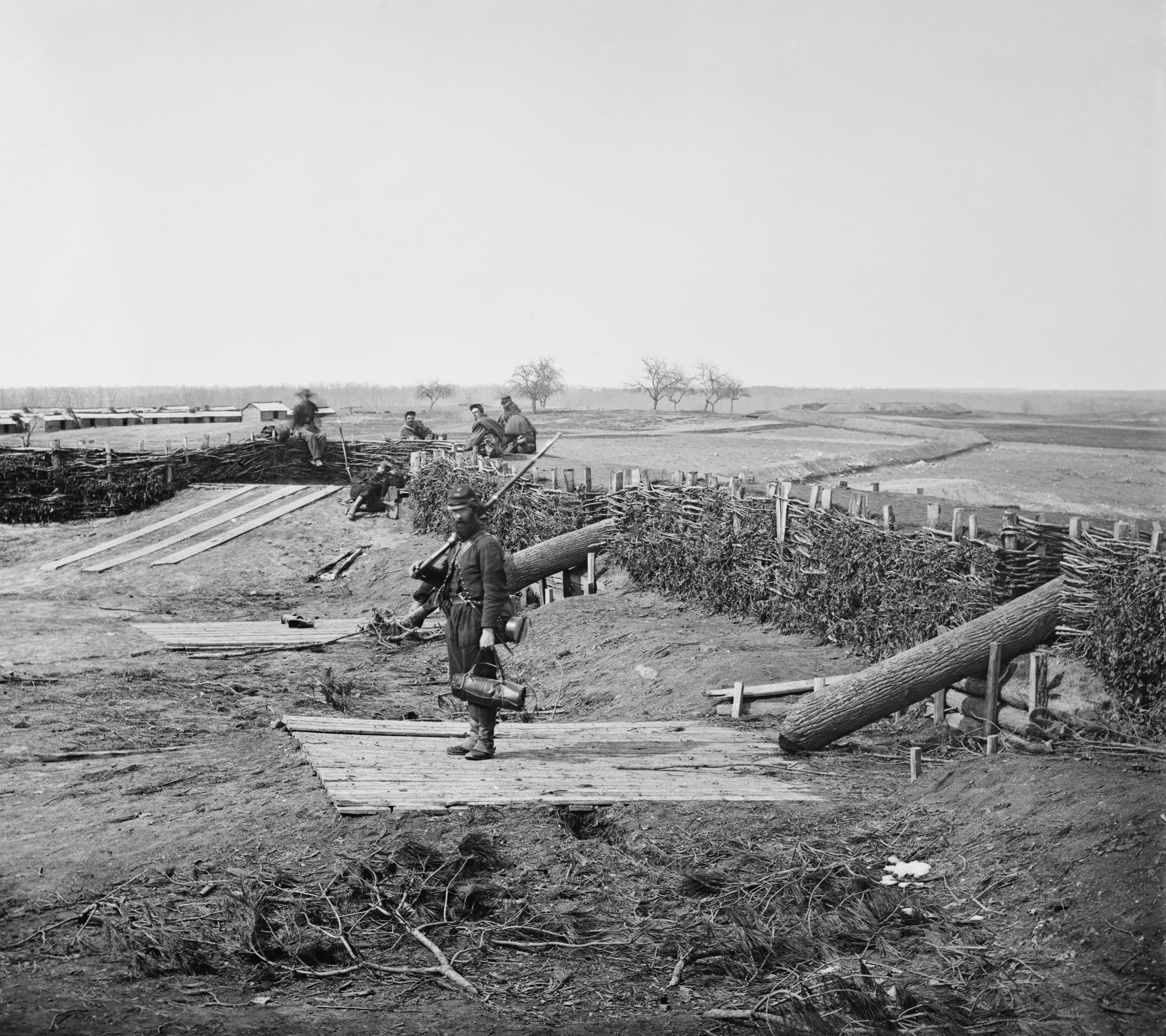
„Quaker guns“ (klády používané jako falešné napodobeniny děl) v bývalém konfederačním opevnění u Manassas Junction

1. listopadu 1861 Winfield Scott odešel a McClellan se stal general-in-chief. Prezident vyjádřil znepokojení nad „obrovskou prací“ zapojenou do dvojí role armádního velitele a general-in-chief, ale McClellan odpověděl: „Zvládnu to všechno.“ 
Lincoln, stejně jako mnoho dalších vůdců a občanů severních států, se stával stále netrpělivější kvůli McClellanovou zdrženlivosti k útoku na konfederační síly, které se stále hromadily poblíž Washingtonu. Porážka Unie při drobné Battle of Ball's Bluff poblíž Leesburgu v říjnu přispěla k frustraci a nepřímo poškodila i McClellana. V prosinci kongres vytvořil smíšený výbor pro vedení války, který se stal trnem v oku mnoha generálů, kteří je obviňovali je z neschopnosti a v některých případech i ze zrady. 23. prosince byl McClellan povolán jako první svědek, ale dostal břišní tyfus a nemohl se zúčastnit. Místo toho svědčili jeho podřízení důstojníci a jejich upřímná přiznání, že neměli žádné znalosti o konkrétních strategiích postupu proti Konfederacím, vyvolala mnoho výzev k McClellanovu propuštění.
McClellan si dále poškodil jeho pověst svou urážlivou neposlušností vůči svému prezidentovi. Lincolna, kterého znal před válkou jako právníka pro Illinois Central, soukromě referoval jako: „nic víc než dobře mínícího paviána“, „gorilu“ a „nehodného svého vysokého postavení“. 13. listopadu odbyl prezidenta, který ho přišel navštívit tím, že nechal ho čekat před domem 30 minut, aby mu bylo řečeno, že generál odešel do postele a nemůže ho přijmout.
10. ledna se Lincoln setkal s nejvyššími generály (McClellan se nezúčastnil) a nařídil jim, aby zformulovali plán útoku, a vyjádřil jim své podráždění ohledně generála McClellana s následující poznámkou: „Pokud generál McClellan nechce armádu používat, tak bych si ji rád na nějaký čas půjčil.“  12. ledna 1862 byl McClellan povolán do Bílého domu, kde vláda požadovala, aby jim řekl své válečné plány. Poprvé odhalil své záměry přepravit armádu Potomac lodí do Urbanny ve Virginii po řece Rappahannock, obklíčit síly Konfederace poblíž Washingtonu a postupovat 50 mil (80 km) po pevnině směrem k Richmondu. Odmítl však uvést konkrétní podrobnosti o navrhované kampani, dokonce ani svému příteli, nově jmenovanému ministru války Edwinovi M. Stantonovi. 27. ledna vydal Lincoln rozkaz, který vyžadoval, aby všechny jeho armády zahájily útočné operace do 22. února, Washingtonových narozenin. 31. ledna vydal dodatečný rozkaz pro armádu Potomac, aby se pohybovala po souši, aby napadla jednotky Konfederace v Manassas a Centerville. McClellan okamžitě odpověděl 22-stranovým dopisem, který podrobně zamítal prezidentův plán a namísto toho obhajoval svůj vlastní plán Urbanna, který byl první písemnou instancí podrobností plánu předložených prezidentovi. Ačkoli Lincoln věřil, že jeho plán byl ten lepší, ulevilo se mu, že McClellan konečně souhlasil, že se začne s ofenzivou, a neochotně souhlasil. 8. března začal Lincoln opět pochybovat o McClellanově odhodlání a zasáhl. V Bílém domě svolal válečnou radu, ve které byli McClellanovi podřízení žádáni o důvěru v plán Urbanna. V různé míře svou důvěru vyjádřili. Po schůzce vydal Lincoln další rozkaz; jmenovat konkrétní důstojníky jako velitele sborů, aby se hlásili McClellanovi (který se zdráhal posoudit schopnosti jeho velitelů sborů v boji, i když by to znamenalo jeho přímý dohled nad dvanácti divizemi na bitevním poli).
Před tím, než mohl své plány realizovat, musel čelit dalším dvěma krizím. Konfederační síly pod vedením generála Josepha E. Johnstona ustoupily ze svých pozic před Washingtonem a zaujaly nové pozice jižně od Rappahannocku, což zcela překazilo strategii plánu Urbanna. McClellan své plány revidoval tak, aby se jeho jednotky vylodily ve Fort Monroe ve Virginii a postupovaly směrem nahoru na poloostrově Virginie směrem do Richmondu, což je operace, která bude známá jako Penninsula Campaign. Poté však McClellan musel čelit extrémní kritice z tisku a z Kongresu, když se zjistilo, že Johnstonovy síly nejen neunikly bez povšimnutí, ale celé měsíce klamaly armádu Unie černými kládami, které vypadaly jako děla, přezdívané Quaker Guns. Společný výbor Kongresu navštívil tyto opuštěné konfederační linie a radikální republikáni představili rezoluci požadující McClellanovo propuštění. Parlamentní manévr byl těsně poražen. Druhou krizí byl vznik konfederační obrněné lodi CSS Virginia, která vrhla Washington do paniky a způsobila, že se námořní podpůrné operace na řece James značně zkomplikovaly.
11. března 1862, Lincoln zbavil McClellana jeho dosavadní funkce jako general-in-chief a zanechal jej pouze ve vedení armády Potomac, zdánlivě tak McClellan byl volný věnovat svou celou pozornost k postupu na Richmond. Lincolnův rozkaz byl dvojznačný, pokud jde o to, zda by McClellanovi mohla být po případné následující úspěšné kampani funkce obnovena. Ve skutečnosti byla pozice general-in-chief ponechána neobsazená. Lincoln, Stanton a skupina důstojníků, kteří vytvořili „válečnou radu“, na jaře řídili strategické akce armád Unie. Přestože McClellan obdržel Lincolnovy podpůrné komentáři, včas viděl tuto změnu ve velení skepticky a popsal ji jako součást intrik, které měly "zabezpečit selhání blížící se kampaně".

### Peninsula Campaign

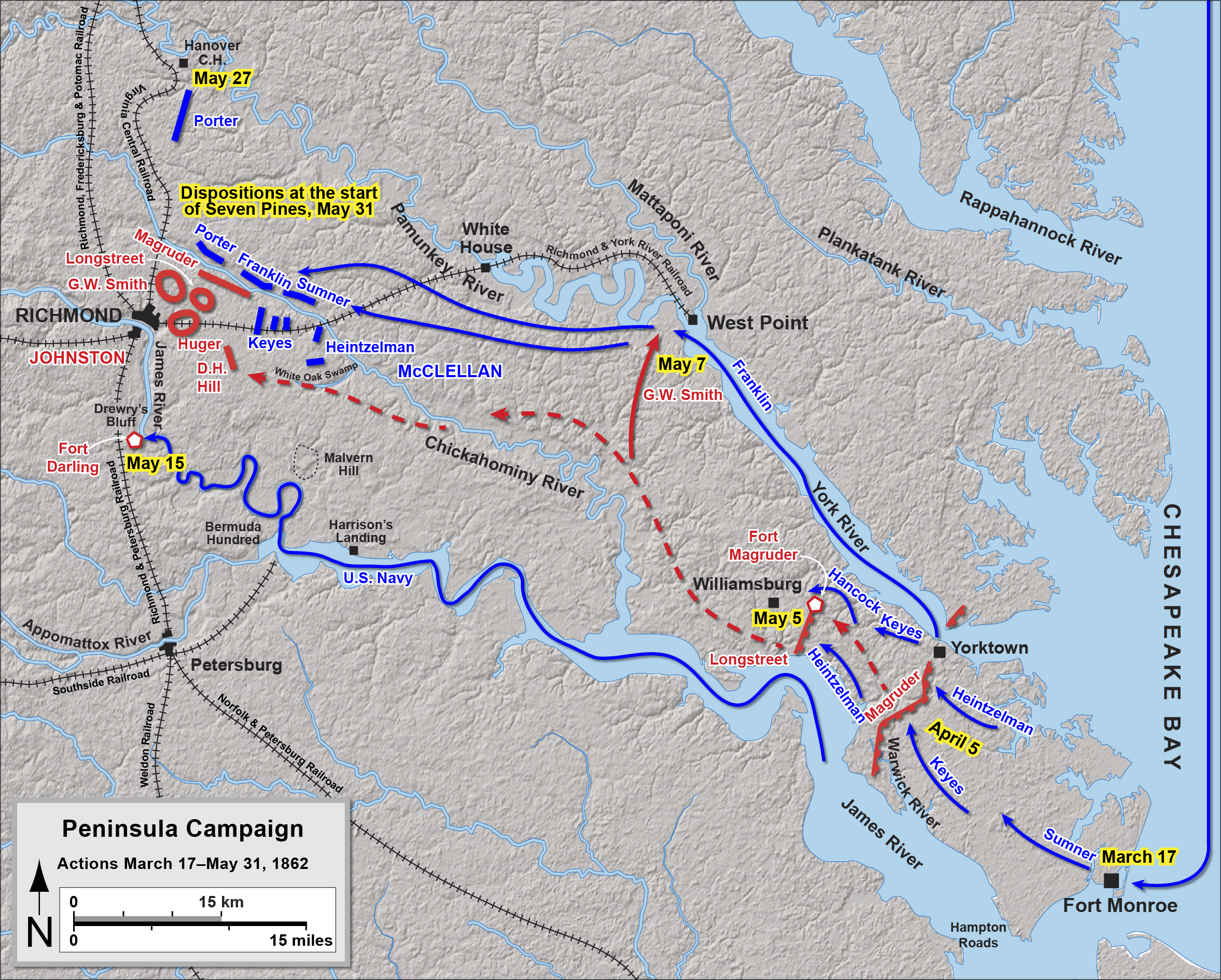
Peninsula Campaign, mapa událostí až do Battle of Seven Pines
Konfederace
Unie

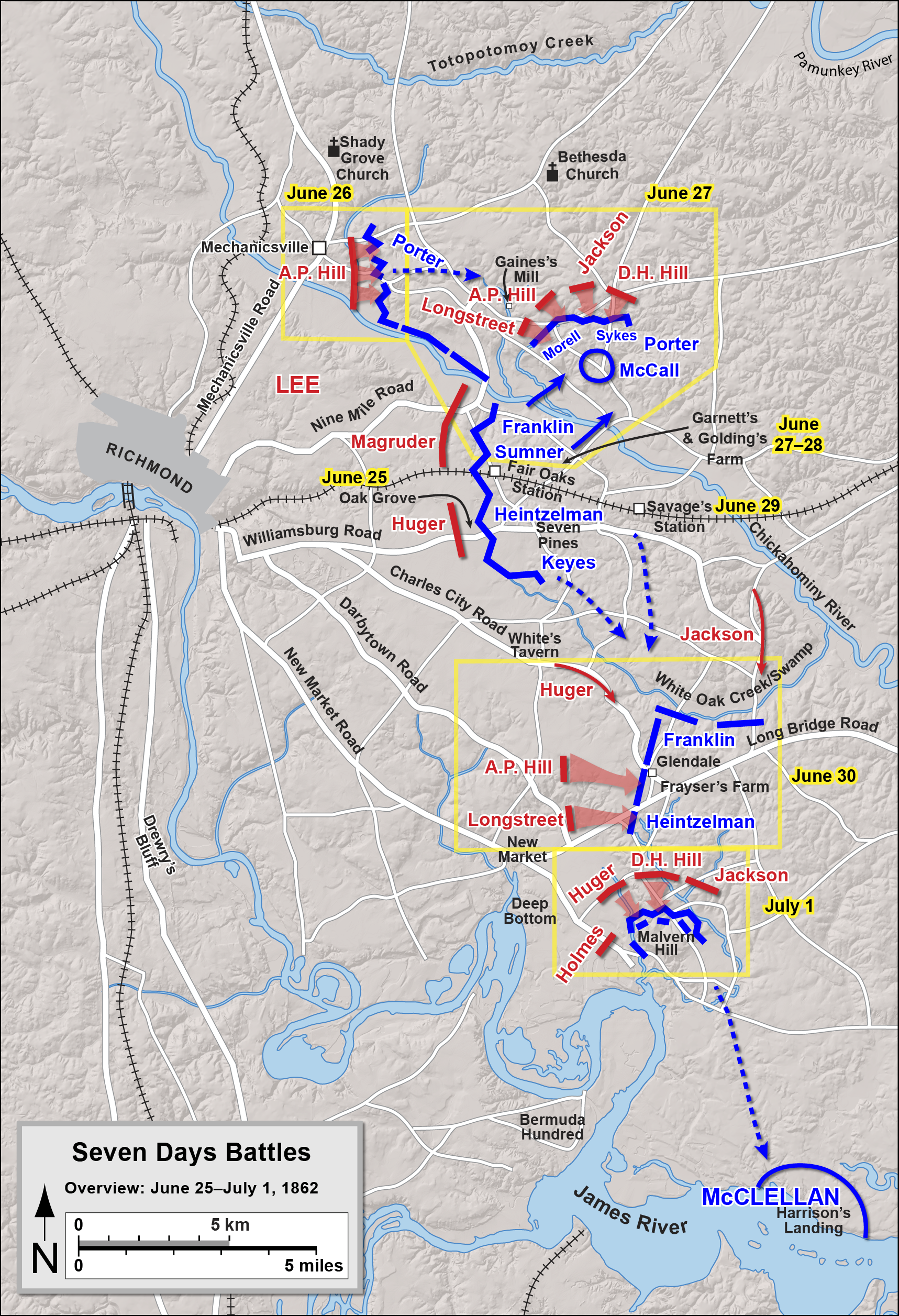
Seven Days Battles, 25. června - 1. července 1862

17. března vyplula McClellanova armáda z Alexandrie. Byla to armáda, která svými počty vysoce převyšovala všechny předchozí americké expedice; skládala se z 121 500 mužů, 44 kusů dělostřelectva, 1150 vozů, více než 15 000 koní a také z tun vybavení a zásob. Anglický pozorovatel poznamenal, že šlo o „krok obra“. Pokrok armády z Fort Monroe na poloostrov Virginie se ukázal být pomalý. McClellanův plán rychlého dobytí Yorktown byl zmařen odstraněním 1. sboru armády Potomac kvůli obrany Washingtonu. McClellan původně doufal, že 1. sbor použije k získání Glouchesterova bodu, aby tak obklíčil pozici konfederační armády. Když zjistil, že Konfederace opevnila linii přes poloostrov, váhal, jestli zaútočit. Jak poznamenává Swinton: „Je však možné - a v tomto bodě existuje značný počet důkazů - že generál McClellan, během celé dřívější části měsíce před Yorktownem, přemýšlel, že by mohl provést rozhodný otáčivý pohyb na severní straně Yorku, i bez McDowellových jednotek. V takovém případě by podle jeho plánu nejenom nedošlo k útoku, ale dokonce by mu to hrálo do karet, protože si soupeř nahromadil své síly na poloostrově. Přesto tato nejistota mezi dvěma názory vedla k tomu, že když opustil svůj otáčecí plán, bylo už příliš pozdě na to, aby provedl přímý útok.“ McClellan požádal o názor svého hlavního inženýra Johna G. Barnarda, který útok nedoporučil. To ho přimělo, aby se rozhodl k obléhání města, což však vyžadovalo značnou přípravu.
McClellan nadále věřil zpravodajským zprávám, které připisovaly Konfederaci dvojnásobný nebo trojnásobný počet mužů než kolik měli ve skutečnosti. Generál Konfederace John B. “Prince John” Magruder , však bránil poloostrov proti McClellanovu postupu s mnohem menší silou. Vytvořil totiž falešný dojem, že za liniemi disponuje mnoho vojáky a stále přichází další posily. Provedl to tak, že nechal opakovaně pochodovat malé skupiny vojáků kolem míst, kde by bylo možné je pozorovat na dálku nebo byly jen těsně mimo dohled a byly doprovázeny velkým hlukem a fanfárami. Generál Johnston by během této doby byl schopen poskytnout Magruderovi posily, ale i tehdy to bylo mnohem méně vojáků, než se McClellan domníval, že tam je.
Po měsíci příprav, těsně předtím než měl zaútočit na rebely v Yorktown, se McClellan dozvěděl, že Johnston stáhl svou obrannou linii směrem k Williamsburgu. McClellan byl tedy povinen je pronásledovat bez jakéhokoli využití těžkého dělostřelectva tak pečlivě nashromážděného před Yorktownem. Bitva u Williamsburgu 5. května byla považována za vítězství Unie, ale armáda Konfederace nebyla zcela zničena a většina jejich vojáků se úspěšně stáhla za Williamsburg na vnější obranu Richmondu.
McClellan také doufal, že se podaří současný postup námořnictva k Richmondu přes řeku James. Tento postup však selhal 15. května po porážce Union Navy v bitvě u Drewry's Bluff, asi 7 mil (11 km) před hlavním městem Konfederace. Konfederace účinně zablokovala tento potenciální přístup k Richmondovi, když dělostřelectvem opevnila strategický útes vysoko nad ohybem řeky a potápěla lodě, aby vytvořila neprůchodnou sérii překážek v řece samotné.
McClellanova armáda se v průběhu příštích tří týdnů přesunula až necelých čtyř kilometry před Richmond. Přitom založil zásobovací základnu na Pamunkey River (splavný přítok řeky York) ve White House Landing, kudy vedla Richmond a York River Railroad, která se táhla až k Richmondu. Onu železnici také ovládl a přepravoval k ní parní lokomotivy a jiná kolejová vozidla po vodě.
31. května, když McClellan plánoval útok, byla jeho armáda překvapena útokem Konfederace. Johnston zahlédl, že armáda Unie byla rozdělena napůl oteklou řekou Chickahominy a doufal, že ji porazí v Seven Pines a Fair Oaks. McClellan nebyl schopen velet armádě osobně, protože opět prodělával malárii, ale jeho podřízení útoky odrazili. Nicméně Washington McClellana kritizoval, že neprovedl protiútok, který by podle některých mohl otevřít brány k dobytí Richmondu. Johnston byl v bitvě zraněn a tak nad armádou Severní Virginie převzal velení generál Robert E. Lee. McClellan strávil další tři týdny přemístěním svých vojsk a čekáním na slibované posily. Generál Lee počítal s tím, že se McClellan pokusí provést „tuto bitvu o pozice“, která by donutila Konfederační armádu do dělostřelecké bitvy se silnější palebnou silou Unie.
Na konci června zahájil Lee sérii útoků, které se staly známými jako Sedmidenní bitvy. První velká bitva v Mechanicsville však byla ze strany Leea a jeho podřízených špatně koordinována a měla za následek těžké ztráty pro malý taktický zisk. Bitva však měla významný dopad na McClellanovy nervy. Překvapivé počínání vojáků Maj. Gen. Stonewalla Jacksona v bitvě, přesvědčilo McClellana, že je čelí ještě větší přesile, než si myslel. Washingtonu ohlásil, že čelí 200 000 mužům Konfederace, možná i kvůli falešné zprávě o příchodu další konfederační armády PGT Beauregard. Počet mužů, kterým McClellan ve skutečnosti čelil, se však liší. Joseph Harsh ve své knize Confederate Tide Rising odhadoval Leeovu armádu na 112 220 mužů ve srovnání s 105 857 muži pod McClellanem.

Federální jednotky pod silným útokem v bitvě u Gaines Mill, načrtnuté Alfredem R. Waudem a zveřejněno v Harperově týdeníku, 26. července 1862

Lee pokračoval v ofenzivě na Gaines Mill na východě. Tu noc se McClellan rozhodl stáhnout svou armádu na bezpečnější základnu pod Richmondem, na té části řeky James, která byla pod kontrolou námořnictva Unie. Přitom Lee předpokládal, že se armáda Unie stáhne směrem na východ k její stávající zásobovací základně. McClellanův pohyb na jih zpozdil Leeovu reakci alespoň o 24 hodin. Ethan Rafuse poznamenává: „McClellanova změna základny na řeku James zmařila Leeův pokus. McClellanovo rozhodnutí nejen umožnilo Unii získat kontrolu nad časem a místem pro bitvy, ke kterým později došlo koncem června a začátkem července. Umožnilo jim to bojovat způsobem, který způsobil velké porážky na armádě Konfederace.... Ještě důležitější je, že do konce sedmidenních bitev McClellan dramaticky zlepšil svou operační situaci.“
McClellan však také tiše uznal, že už nebude schopen zahájit obléhání Richmondu, který byl původním hlavním objektem jeho kampaně; nutné těžké obléhací dělostřelectvo by bylo téměř nemožné transportovat bez železničního spojení, které by bylo dostupné z jeho původní zásobovací základny na řece York. V telegramu ministra války Edwina Stantona, který informoval o těchto událostech, McClellan obviňoval Lincolnovu administrativu z častých změn názoru. „Pokud nyní tuto armádu zachráním, jasně vám říkám, že nedlužím žádné díky vám ani jiným osobám ve Washingtonu. Udělal jste to nejlepší, co jste mohli, abyste tuto armádu obětovali.“  Naštěstí pro McClellana, Lincoln tento výrok nikdy neuviděl (alespoň v té době), protože byl cenzurován ministerstvem války.

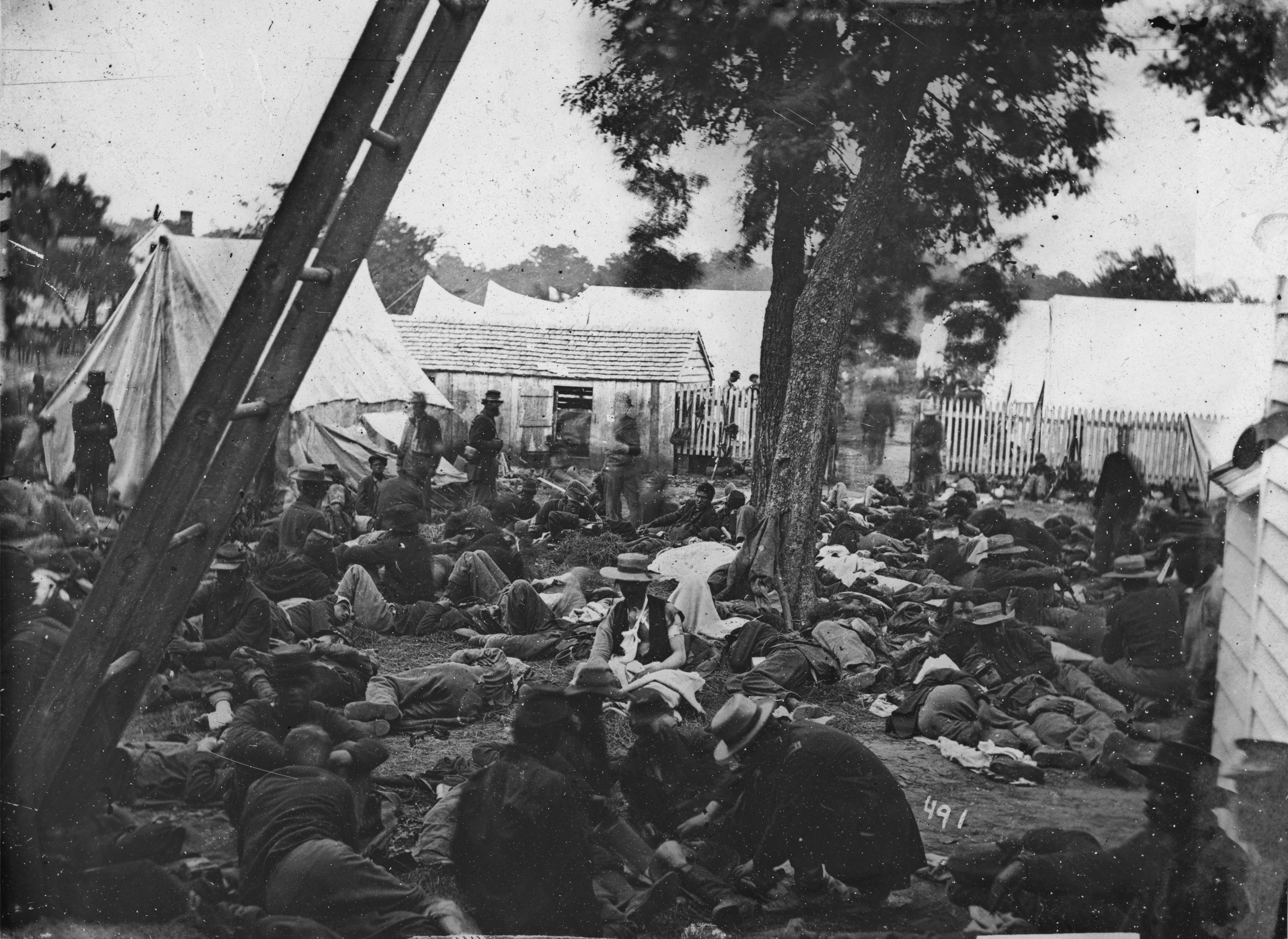
Zranění muži po bitvě u Savage's Station, jedné ze sedmidenních bitev

McClellan měl také štěstí, že neúspěch jeho kampaně zanechal jeho armádu většinově nedotčenou, protože byl zpravidla v boji nepřítomen a zdráhal se jmenovat jakéhokoli druhého velitele, který by mohl řídit jeho ústup. Vojenský historik Stephen W. Sears napsal: „Když během sedmi dnů opustil svou armádu na bitevních polích Glendale a Malvern Hill, provinil se nedbalosti. Kdyby byla armáda Potomac na některém z těchto polí zničena (v Glendale byla tato možnost skutečná), byla by proti němu pravděpodobně podána obžaloba podle válečných zákonů.“  V bitvě u Glendale byl McClellan 8 km za kopcem Malvern, bez jakékoliv telegrafní komunikace a příliš daleko na to, aby své armádě velel. V bitvě na Malvernském kopci byl na dělostřelecké lodi USS Galena, která byla na jednom místě 16 km daleko na řece James. V obou bitvách velení armády převzal jeho přítel a velitele 5. sboru brigádní generál Fitz John Porter. Když veřejnost slyšela o Galeně, způsobilo to McClellanovi další ostudu, srovnatelnou s Quakerovými zbraněmi na Manassasu. Karikatury zveřejněné v průběhu prezidentské kampaně v roce 1864 McClellana obviňovaly za to, že upřednostňoval bezpečí na své lodi, zatímco byla bitva bojována v dálce.
McClellan se se svou armádou setkal znovu v Harrison's Landing na řece James. Proběhly debaty o tom, zda by armáda měla být evakuována, nebo se přece jenom pokusit znovu zahájit útok směrem na Richmond. McClellan udržoval svůj odstup od Abrahama Lincolna s jeho opakovanou výzvou, aby mu poslal posily ve svém zdlouhavém dopisu, ve kterém navrhoval strategické a politické vedení války, pokračující v jeho opozici vůči zrušení otroctví a zabavení otroků jako taktiky. Na závěr uvedl, že by mu měl být obnoven status general-in-chief. Lincoln na to odpověděl jmenováním Maj. Gen. Henry W. Halleck na toto místo bez jakékoliv konzultace, nebo dokonce informování McClellana. Lincoln a Stanton také nabídli velení armády Potomac Maj. Gen. Ambrose Burnsideovi, který to však odmítl.
Ve Washingtonu proběhla reorganizace jednotek a vytvořena armáda Virginie pod Maj. Gen. Johnem Popem, kterému byl přikázán postup směrem k Richmondu ze severovýchodu. McClellan, který se své kampaně vzdát nechtěl, dostatečně oddálil návrat armády Potomac z poloostrova, tudíž mu dorazily posily, když už kampaň Severní Virginie probíhala. Šestý sbor pod Porterem z armády Potomac během této kampaně sloužil u Popea. Frustrovaný McClellan napsal své ženě před bitvou: „Pope bude zničen ... a zlikvidován [generálem Lee]. . . . Takový darebák, který by měl porazit každou příčinu, která ho zaměstnává.“  Lee vsadil na odstranění významných jednotek z poloostrova, aby zaútočil na Popea, který byl rázně poražen na Second Bull Run v srpnu.

### Maryland Campaign

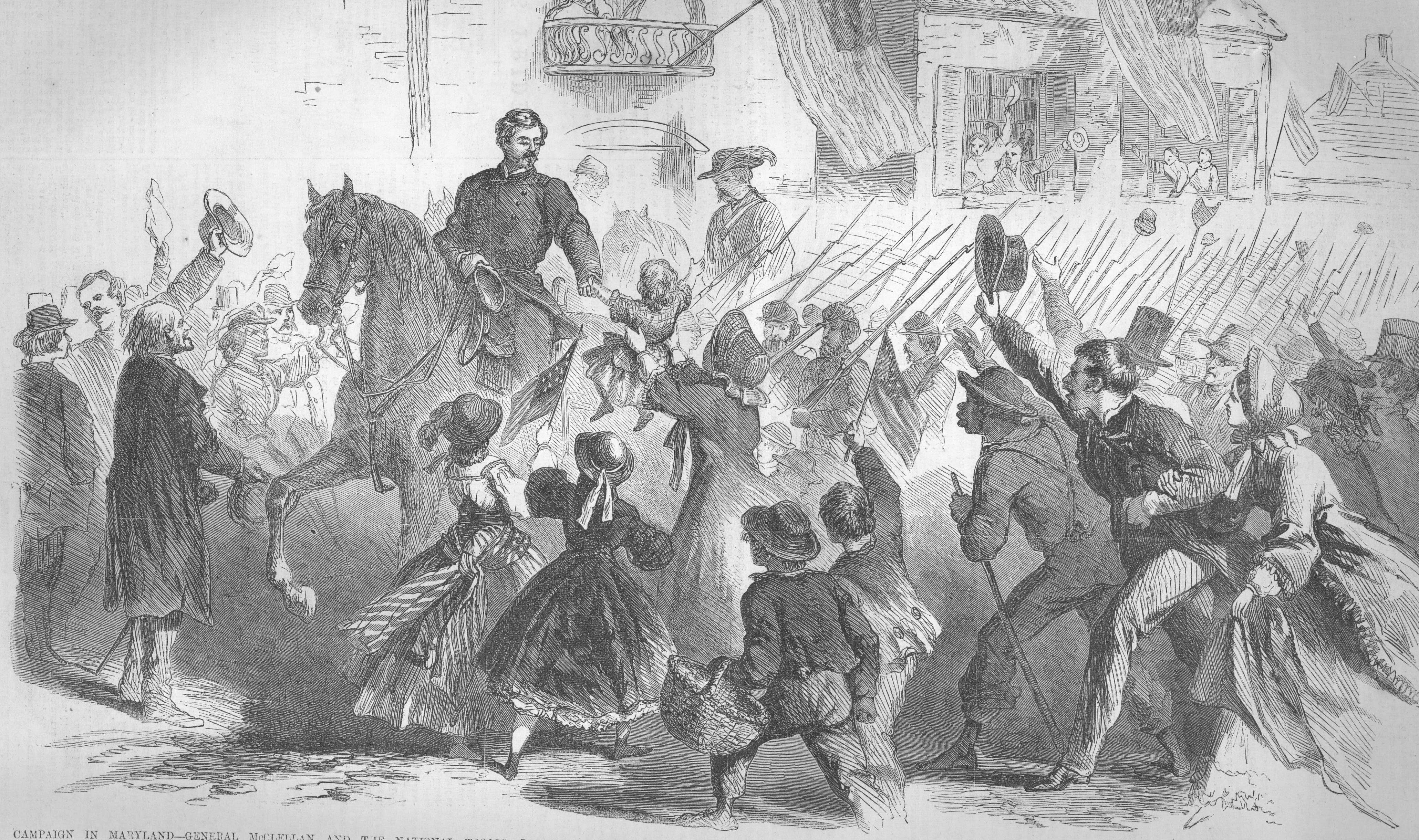
McClellan jedoucí přes Frederick v Marylandu, 12. září 1862 (z ilustrovaných novin Franka Leslieho)

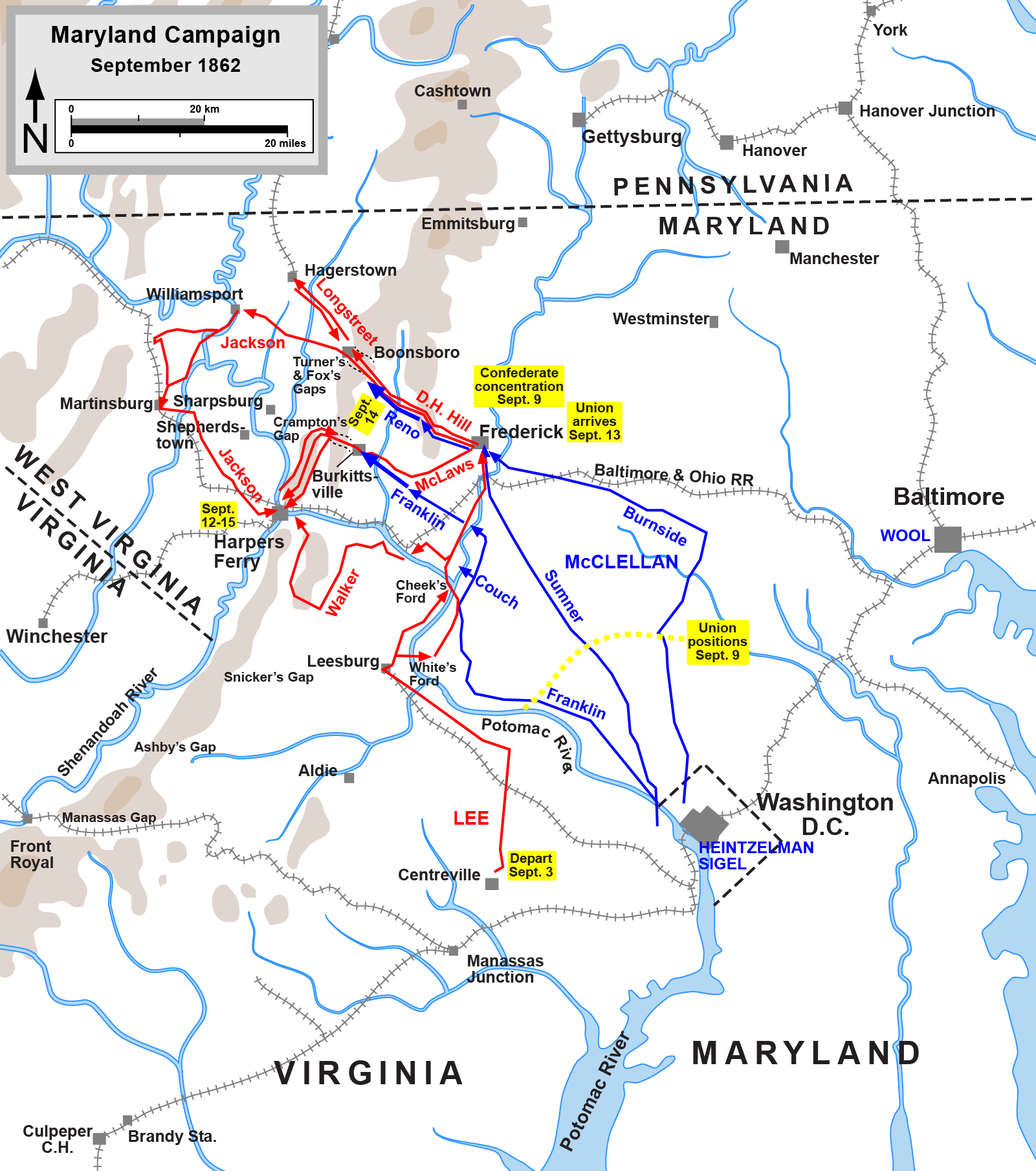
Maryland campaign, akce 3. – 15. září 1862

Po Popeově porážce na Second Bull Run se prezident Lincoln neochotně vrátil k muži, který již předtím zotavil zlomenou armádu. Uvědomil si, že McClellan byl silným organizátorem a zkušeným trenérem vojsk, který by dokázal zkombinovat Popeovy jednotky s armádou Potomac rychleji než kdokoli jiný. 2. září 1862 jmenoval Lincoln McClellana, aby velel „opevnění Washingtonu a všem vojskům na obranu hlavního města“. Jmenování bylo v kabinetu kontroverzní. Většina členů podepsala petici, která deklarovala prezidentovi „jejich úmyslný názor, že v tuto chvíli není bezpečné svěřit velení jakékoliv armády Spojených států generálmajorovi McClellanovi“. Prezident připustil, že to bylo jako „léčení kousnutí vlasy psa“. Lincoln však řekl svému tajemníkovi Johnu Hayovi: „Musíme použít takové nástroje, jaké máme. V armádě není žádný člověk, který by postavil toto opevnění a uvedl tyto jednotky do bojeschopnějšího stavu alespoň z poloviny stejně dobře jako on. I když nemůže bojovat proti sobě, vyniká tím, že dokáže připraví k boji ostatní.“ 
Severní obavy z pokračující ofenzivy Roberta E. Leeho byly uskutečněny, když 4. září zahájil kampaň v Marylandu a doufal, že se mu v tomto otrokářském státě probudí prokonfederační sympatie. Pronásledování Leeho McClellanovými vojsk začalo 5. září. Pochodoval k Marylandu se šesti z jeho reorganizovaných sborů. Čísla se liší, pokud jde o velikost McClellanových sil, čítaly na papíře 87 164 mužů, Steven R. Stotelmyer v Příliš užitečném k obětování uvádí však jen asi 60 000 mužů a poznamenává, že číslo 87 000 zahrnuje nebojové vojáky a jednotky, které nejsou okamžitě k dispozici. McClellan zanechal dva sbory pozadu na obranu Washingtonu.
Lee rozdělil své síly do několika sloupců, které široce rozestavěl, když postupoval do Marylandu a také manévroval, aby se zmocnil federálního arzenálu v Harpers Ferry. Pro menší armádu to byl riskantní krok, ale Lee počítal s jeho znalostmi McClellanova temperamentu. Řekl jednomu ze svých generálů: „Je to schopný generál, ale velmi opatrný. Jeho armáda je nyní ve velmi demoralizovaném a chaotickém stavu a nebude připravena na útočné operace - nebo si to alespoň nebude myslet - tři nebo čtyři týdny. Doufám, že se předtím stihnu dostat do Susquehanny.“  Leeův posudek se ukázal být nepřesný, když McClellan zareagoval překvapivě rychle. Vůdce Konfederace poznamenal, že McClellan „postupoval rychleji, než by bylo vhodné“. Mnoho klasických dějin zobrazovalo McClellanovu armádu, že se pohybuje letargicky v průměru pouze 6 mil (9,7 km) denně. Jak však poznamenal Stotelmyer, toto číslo pochází z Halleck a neodpovídá primárním zdrojovým datům. Četné plukové historie z tohoto období uvádějí více než dvojnásobek hlášených šesti mil.
Vojáci Unie mezitím náhodou našli ztracený Leeův rozkaz; rozdělující jeho armádu, omotaný kolem balíčku doutníků. Rozkaz doručili do McClellanova sídla ve Fredericku 13. září. Když si McClellan uvědomil inteligenční hodnotu tohoto objevu, zvedl ruce a zvolal: „Teď vím, co mám dělat!“ Dal příkaz svému starému armádnímu přítele Brig. Gen. Johnovi Gibbonovi, a řekl: „Tady je papír se nemůžu Bobbie Leeho bičovat, budu ochoten jít domů.“ Telegrafoval prezidentovi Lincolnovi: „Mám před sebou celou povstaleckou sílu, ale jsem si jistý, že neztratíme žádný čas. Myslím, že Lee udělal hrubou chybu a že za to bude přísně potrestán. Mám všechny plány rebelů a chytím je do jejich vlastní pasti, pokud se moji muži vyrovnají nouzovému stavu.... Pošlu ti trofeje.“ 

#### Bitva o South Mountain

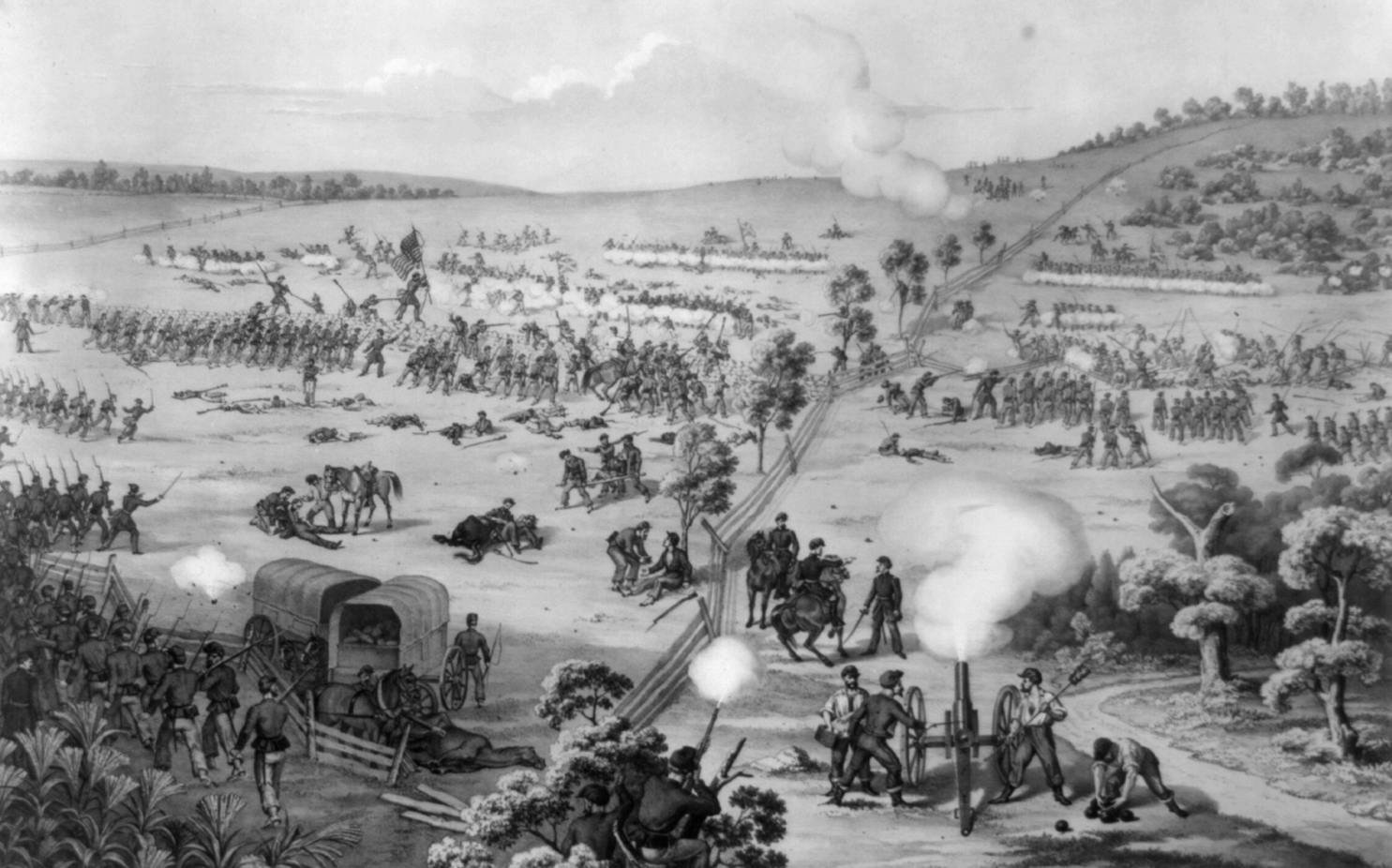
Bitva o South Mountain

I přes tuto počáteční přehlídku statečnosti se McClellan brzy setkal s faktem, že Leeův rozkaz byl již nyní zastaralý, neúplný bez prvních dvou sekcí a nebyl jasný, co se týče počtu vojáků. Přes jeho uznání mnoha historiky, onen rozkaz dal nepověděl McClellanovi mnoho. McClellan, do několika hodin od obdržení papíru z rozkazem, poslal svou kavalérii, aby posoudila jeho přesnost.[ujasnit] V 6:20 vydal příkaz na následující den. Někteří nepřesně tvrdili, že se McClellan zdržel asi 18 hodin, než stihl zareagovat, nicméně to bylo snadno vyvráceno skutečností, že jeho armáda byla v pohybu celý den 13. září kvůli McClellanovým rozkazům z následujícího dne. McClellanova běžná praxe byla psát jeho rozkazy noc předtím.
McClellan nařídil svým jednotkám vyrazit do průsmyků South Mountain a dokázal prorazit přes bráněné průsmyky, které ho oddělovaly od Leeho. Tvrdohlavá obrana Konfederace dala Leeovi dostatek času na to, aby koncentroval mnoho jeho mužů v Sharpsburgu v Marylandu . Jak poznamenali historici, jako je Stotelmyer, význam vítězství Unie na Jižní hoře by neměl být podceňován. Zničilo to Leeovy plány na invazi do Pensylvánie a přišel o dosavadní iniciativu Konfederace.
Večer 15. září dosáhla armáda Unie Antietam Creeku na východ od Sharpsburgu. Útok plánovaný na 16. září byl odložen kvůli ranní mlze, což umožnilo Leeovi se připravit k obraně s armádou menší než poloviční velikost té McClellanovy.

#### Bitva o Antietam

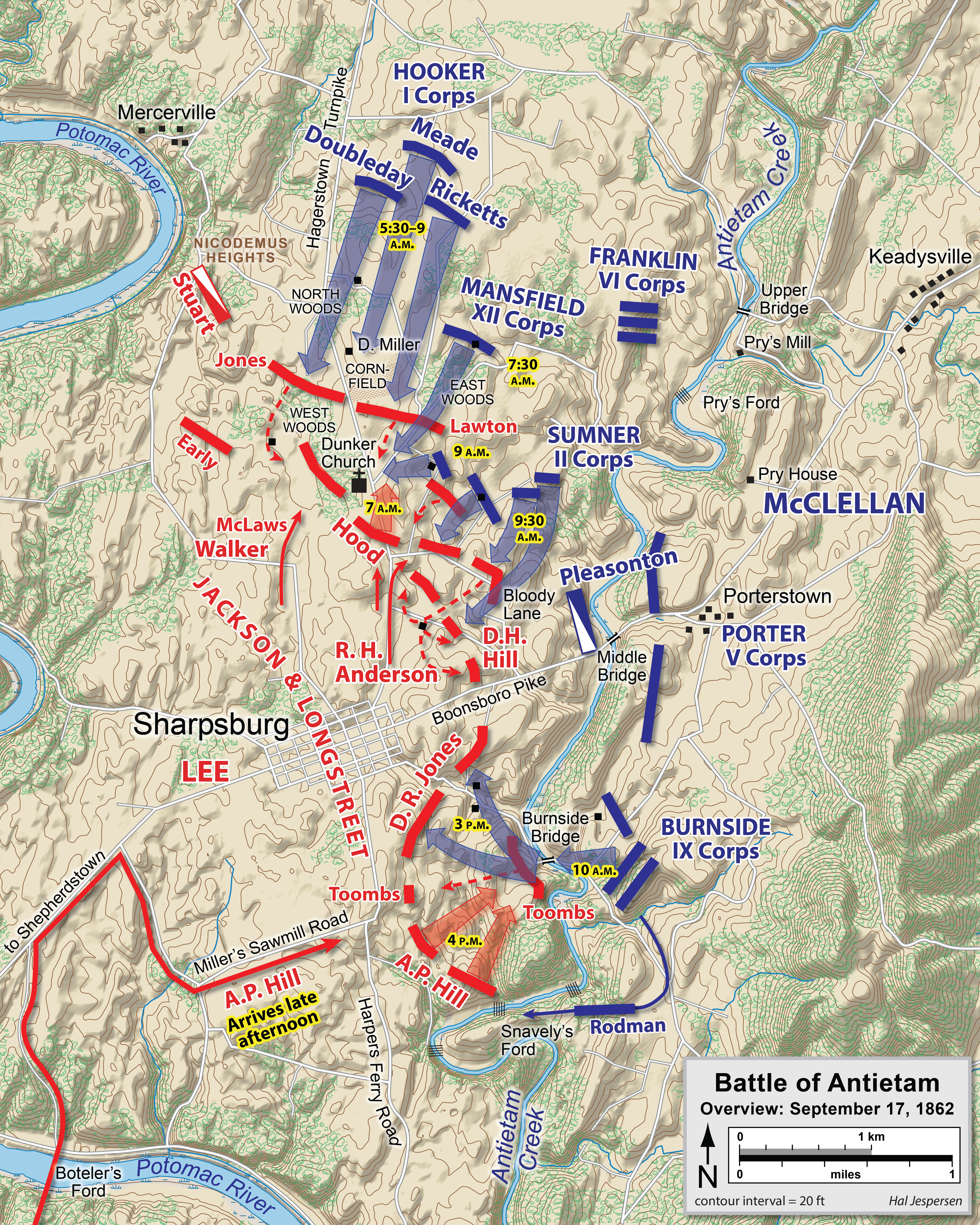
Přehled bitvy o Antietam

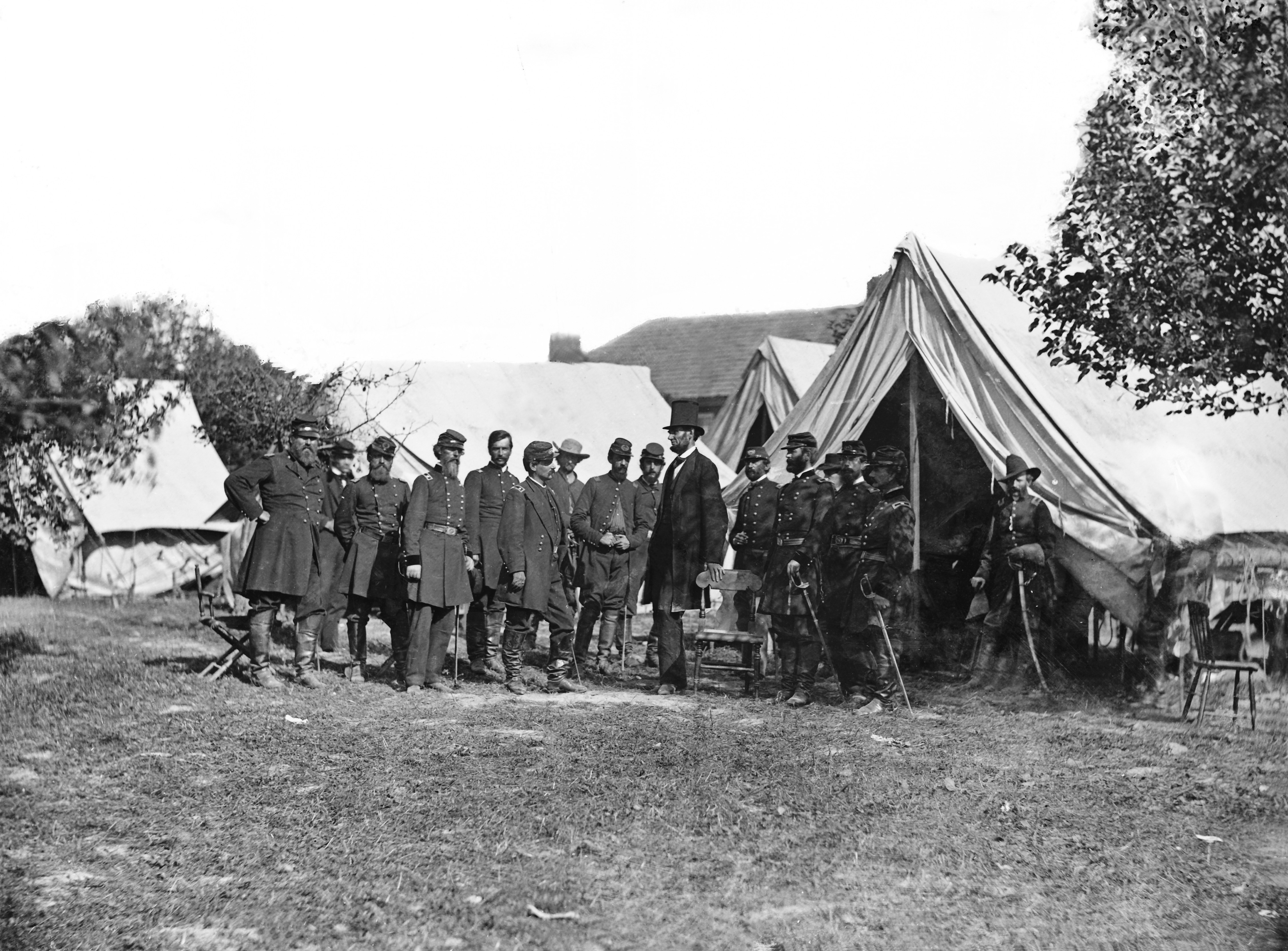
Lincoln s McClellanem a ostatními po bitvě u Antietamu. Významné postavy (zleva) jsou 5. Alexander S. Webb, náčelník štábu, V. sboru; 6. McClellan; 8. Dr. Jonathan Letterman; 10. Lincoln; 11. Henry J. Hunt; 12. Fitz John Porter; 15. Andrew A. Humphreys; 16. Capt. George Armstrong Custer

Bitva o Antietam 17. září 1862 byla jediným nejkrvavějším dnem americké vojenské historie. McClellan vyvinul komplexní bitevní plán k vítězství nad Leeovou armádou. Ethan Rafuse napsal v McClellan's War; „Byl to vynikající taktický plán, který využil výhod útoků jak na levé, tak na pravé straně. Zajistil, že mohl velet jeho armádě a také flexibilitu reagovat na všechny nepředvídatelné události.“ Síly Konfederace však proti přesile zoufale a dobře bojovaly. Lee byl schopen posunout své obranné jednotky, aby odrazily každý ze tří útoků Unie, zahájených postupně a samostatně proti Konfederaci (doleva, středu a konečně vpravo). Unie byla také frustrována zraněním dvou velitelů sborů a obtížným terénem. James M. McPherson kritizoval McClellana, že během bitvy zachoval dva sbory jako rezervu. Stotelmyer se však domnívá, že průzkum McClellanovy rezervy byly ve skutečnosti mnohem menší, než se původně předpokládalo. Dále uvádí, že tyto dva sbory nebyly v záloze na existující doktrínu, protože to byly posádkové části linky. Dále poznamenává, že McClellan v této bitvě nevykazoval svou obvyklou opatrnost, když zaútočil na nepřítele, o kterém věřil, že má přesilu.

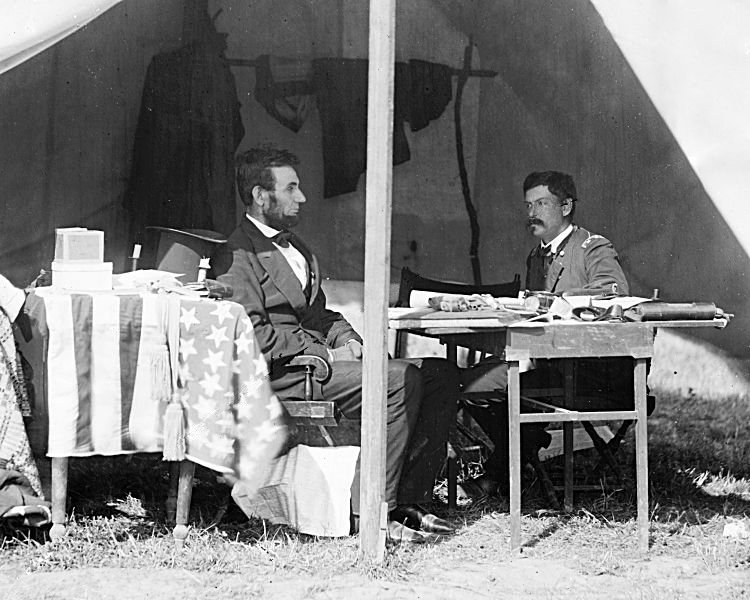
Lincoln v McClellanově stanu po bitvě u Antietamu

Bitva nebyla takticky přesvědčivá. Unie utrpěla vyšší celkový počet ztrát, ačkoliv byl Lee technicky poražen, protože se stáhl z bojiště dříve, ustoupil zpět do Virginie a ztratil větší procento své armády než McClellan. McClellan vzkázal do Washingtonu, „Naše vítězství bylo kompletní. Nepřítel se stáhl zpět do Virginie.“ Přesto bylo zřejmé zklamání, že McClellan Leeho nezničil. Ačkoli McClellanovi podřízení mají také svůj podíl odpovědnosti za zpoždění (jako jsou Ambrose Burnsideovy omyly v Burnside Bridge) a chyby (Edwinův V. Sumnerův útok bez průzkumu), jedná se o lokalizované problémy, z nichž se však mohla armáda vzpamatovat. Historici obviňovali McClellana, že přijal obezřetnou radu o záchraně jeho rezerv, například když mohl být využit významný průlom ve středu konfederační linie, ale Fitz John Porter řekl McClellanovi: „Pamatuj, generále, že to já velím poslední rezervě poslední armády republiky."  Pravdivost tohoto údajného tvrzení je však na pochybách. Porter v poválečném období nikdy netvrdil, že učinil toto prohlášení, a také si nevšímá několika unijních sborů, které v té době bránily Washington.
Přestože je Antietam taktickou remízou, považuje se za zlomový bod války a vítězství pro Unii, protože to ukončilo Leeovu strategickou kampaň (jeho první invazi na sever) a umožnilo to prezidentovi Lincolnovi vydat prohlášení o emancipaci 22. září, přičemž bylo platné od 1. ledna 1863. Ačkoli Lincoln měl v úmyslu vydat toto prohlášení dříve, jeho kabinet mu poradil, aby počkal na vítězství Unie. Vyhnul se tak dojmu, že by toto prohlášení bylo vydáno ze zoufalství. Vítězství Unie a Lincolnovo prohlášení hrály významnou roli při odrazování vlád Francie a Británie od uznání Konfederace; někteří měli podezření, že to plánovali, pokud by Unie prohrála. McClellan neměl tušení, že plány na emancipaci spočívají na jeho bitevním výkonu.
5. listopadu 1862 nařídil Lincoln McClellanovo odvolání z funkce. Maj. Gen. Ambrose Burnside převzal velení nad armádou Potomac 9. listopadu 1862. McClellan napsal své ženě: „Ti, na jejichž úsudek spoléhám, mi říkají, že jsem bojoval skvěle a že to bylo mistrovské dílo.... Mám pocit, že jsem udělal vše, co bylo možné, abych dvakrát tuto zemi zachránil.... Cítím trochu hrdosti na to, že jsem s poraženou a demoralizovanou armádou Leeho zcela porazil.... “ 

## Prezidentské volby 1864

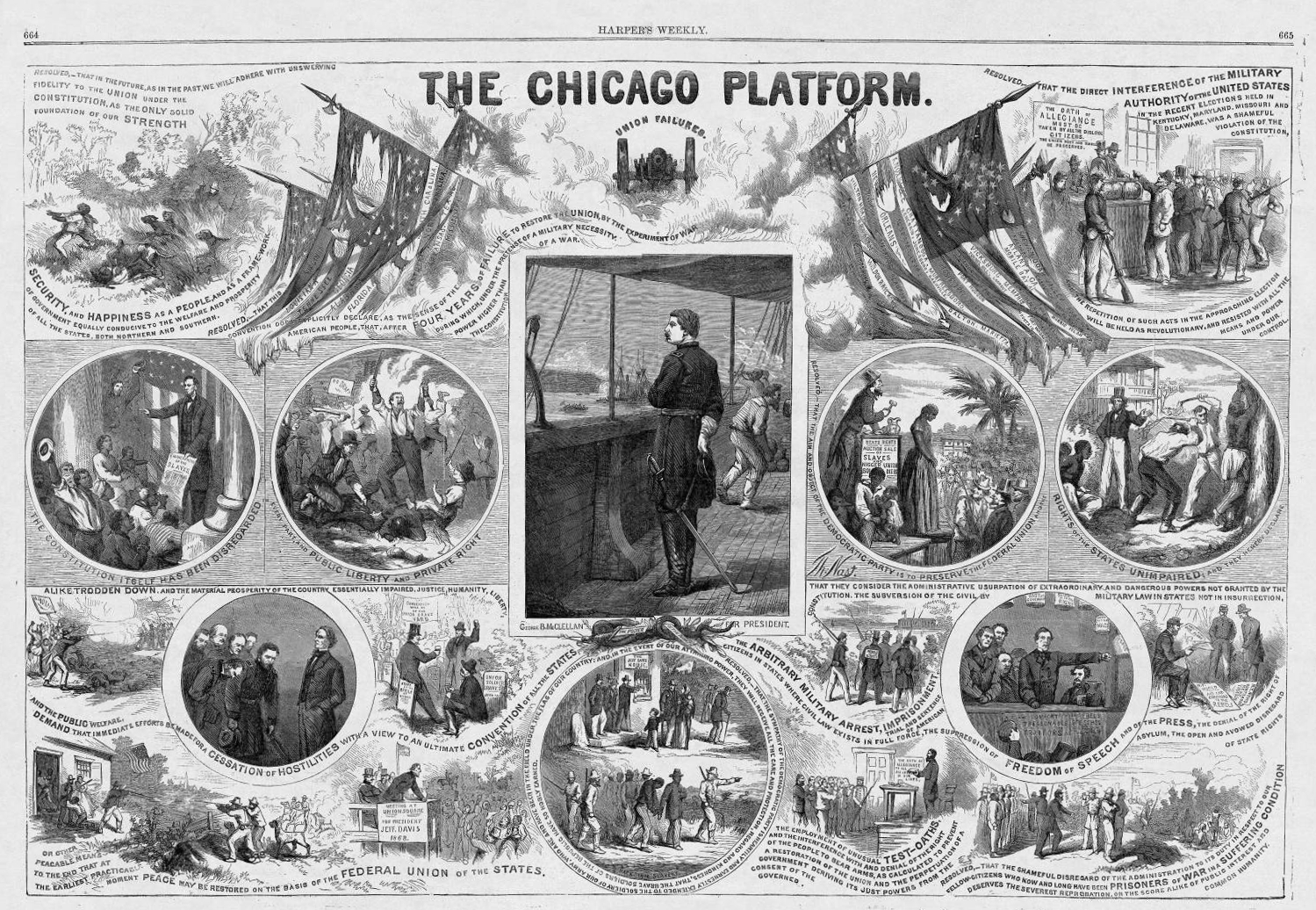
Anti-McClellanův plakát z Harperova týdeníku, nakreslený Thomasem Nastem, zobrazující vzbouřence napadající děti, lidi honící uprchlé otroky a ženu prodávanou na aukci otroků

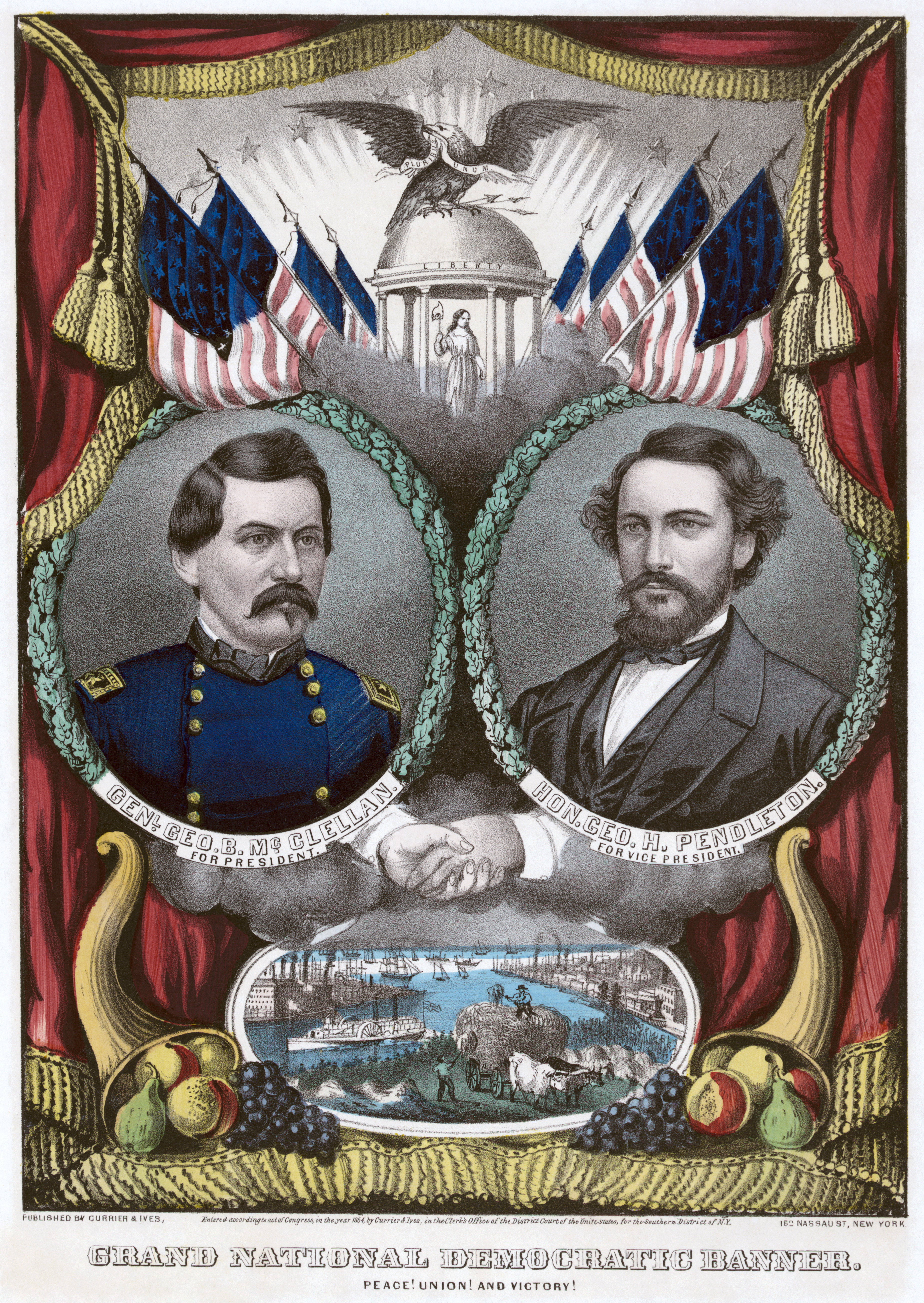
Currier a Ives - plakát pro demokratickou prezidentskou kampaň McClellan – Pendleton, 1864. Litografie s akvarelem.

Ministr Stanton nařídil McClellanovi, aby se ohlásil v Trentnu v New Jersey, pro další rozkazy, ačkoli žádné nebyly vydány. Jak válka postupovala, došlo k různým dalším výzvám, aby se McClellan vrátil k velení. Zároveň co Unie utrpěla porážku ve Fredericksburgu a Chancellorsville, postupoval Robert E. Lee na sever (začátek Gettysburg campaign) a gen. Jubal Early ohrožoval Washington (1864). Když se Ulysses S. Grant stal hlavním generálním, diskutoval o návratu McClellana na nespecifikovanou pozici. Ale všechny tyto příležitosti byly nemožné, vzhledem k opozici uvnitř administrativy a vzhledem k tomu, že McClellan představoval potenciální politickou hrozbu. McClellan mezitím několik měsíců pracoval na dlouhé zprávě popisující jeho dvě hlavní kampaně a jeho úspěchy v organizaci armády, odpovídání jeho kritikům a ospravedlňování jeho jednání obviňováním administrativy z toho, že mu házela klacky pod nohy a odmítala mu poslat nezbytné posily při jeho válečném snažení. Ministerstvo Války se zdráhalo zveřejnit jeho zprávu, protože hned poté, co ji v říjnu 1863 dokončil, tak McClellan otevřeně deklaroval svůj vstup na politickou scénu jako demokrat.

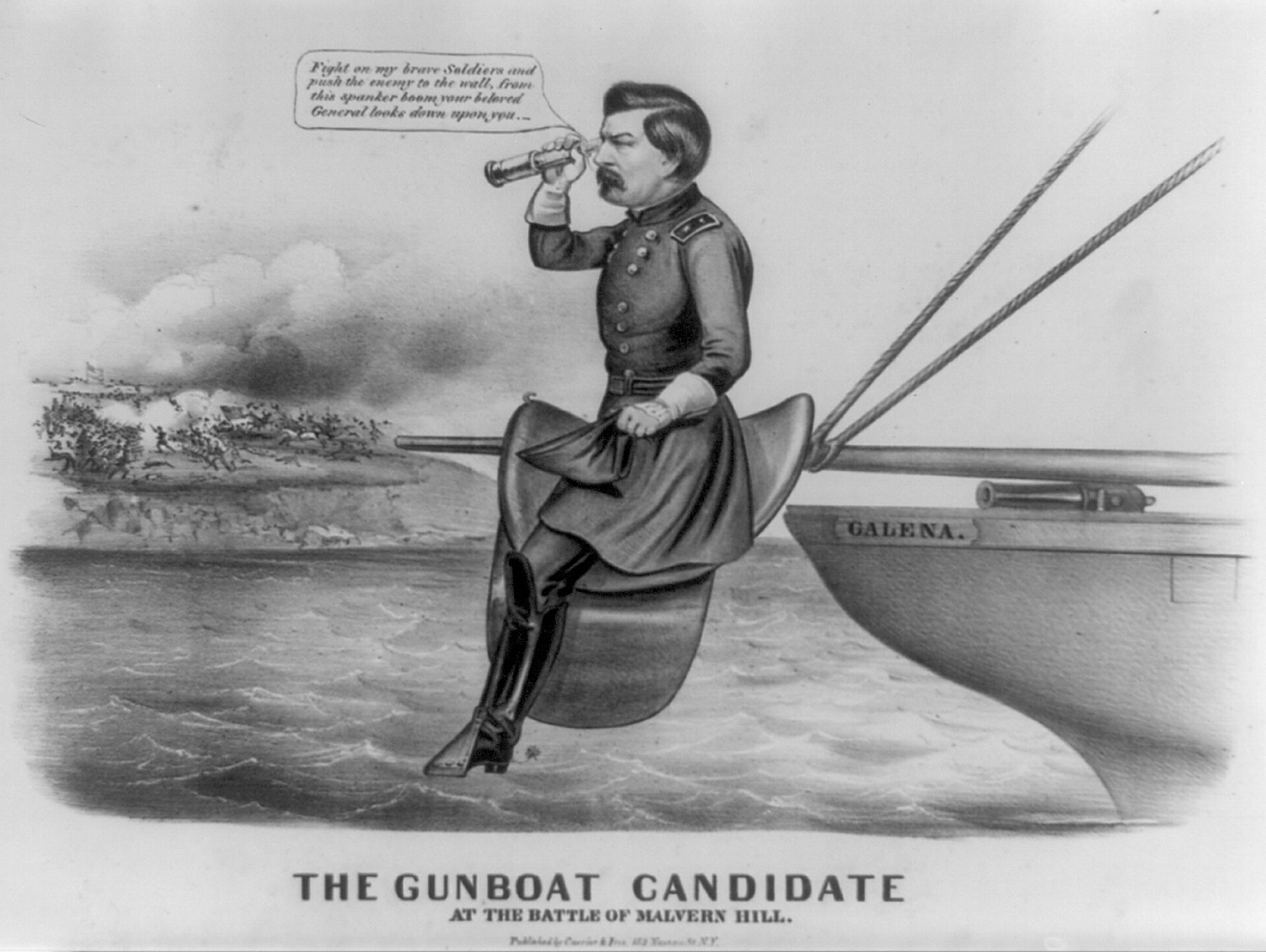
Karikatura McClellana používaná jeho politickými oponenty v prezidentské kampani 1864

McClellan byl demokraty nominován ke kandidatuře proti Abrahamovi Lincolnovi v amerických prezidentských volbách 1864. Poté následoval tehdejší kroky Winfielda Scotta, který stále aktivně sloužil jako americký armádní generál; až do volebního dne 8. listopadu 1864, kdy na funkci rezignoval. McClellan podporoval pokračování války a zachování celistvé Unie (ne však zrušení otroctví), ale demokratická stranická platforma, napsaná vůdcem Copperhead Clementem Vallandighamem z Ohia, zaujímala vůči tomuto jinou pozici. Platforma totiž vyzvala k okamžitému zastavení války a k dohodě s Konfederací. McClellan byl nucen platformu odmítnout, což způsobilo, že jeho kampaň byla nekonzistentní. Výběrem viceprezidenta George H. Pendletona, kandidáta pro mír z Ohia, mu jeho strana situaci rovněž nijak neusnadnila.
Hluboké rozdělení ve straně, jednota republikánů (běželi pod štítkem „Strana národní unie“), absence velké části základny demokratů (na jihu) a aktuální vojenské úspěchy Unie na podzim 1864 odsoudily McClellanovu kandidaturu k neúspěchu. Lincoln vyhrál volby šikovně, s 212 volebními hlasy k pouhým 21 volebním hlasům (3 státy) a celkovým počtem hlasů 2,218,388 ku 1,812,807 (55% ku 45%). Na vzdory jeho popularitě mezi vojáky, McClellan nedokázal pro tyto volby zajistit jejich podporu a Lincoln ovládl i vojenské hlasování poměrem téměř 3-1. V armádě Potomacu získal Lincoln dokonce 70%.

## Volební historie
1864 Democratic National Convention:
- George B. McClellan - 174 (77,3%)
- Thomas H. Seymour - 38 (16,9%)
- Horatio Seymour - 12 (5,3%)
- Charles O'Conor - 1 (0,4%)

1864 Prezidentské volby Spojených států:
- Abraham Lincoln / Andrew Johnson (Národní unie) - 2 218 388 hlasů (55,0%) a 212 volebních hlasů
- George B. McClellan / George H. Pendleton (Demokratická strana) - 1 812 807 hlasů (45,0%) a 21 volebních hlasů (3 státy)

1877 New Jersey - guvernérské volby: 
- George B. McClellan (D) - 97 837 (51,7%)
- William Augustus Newell (R) - 85 094 (44,9%)

## Datum získaných hodností
| Insignie | Hodnost           | Složka armády | datum            |
| -------- | ----------------- | ------------- | ---------------- |
|          | Brevet 2. poručík | Řádná armáda  | 2. července 1846 |
|          | 2. Poručík        | Řádná armáda  | 24. dubna 1847   |
|          | Brevet 1. poručík | Řádná armáda  | 20. srpna 1847   |
|          | Kapitán Brevet    | Řádná armáda  | 13. září 1847    |
|          | 1. poručík        | Řádná armáda  | 1. července 1853 |
|          | Kapitán           | Řádná armáda  | 4. března 1855   |
|          | Generálmajor      | Dobrovolníci  | 23. dubna 1861   |
|          | Generálmajor      | Řádná armáda  | 14. května 1861  |